# Jeanette Biedermann

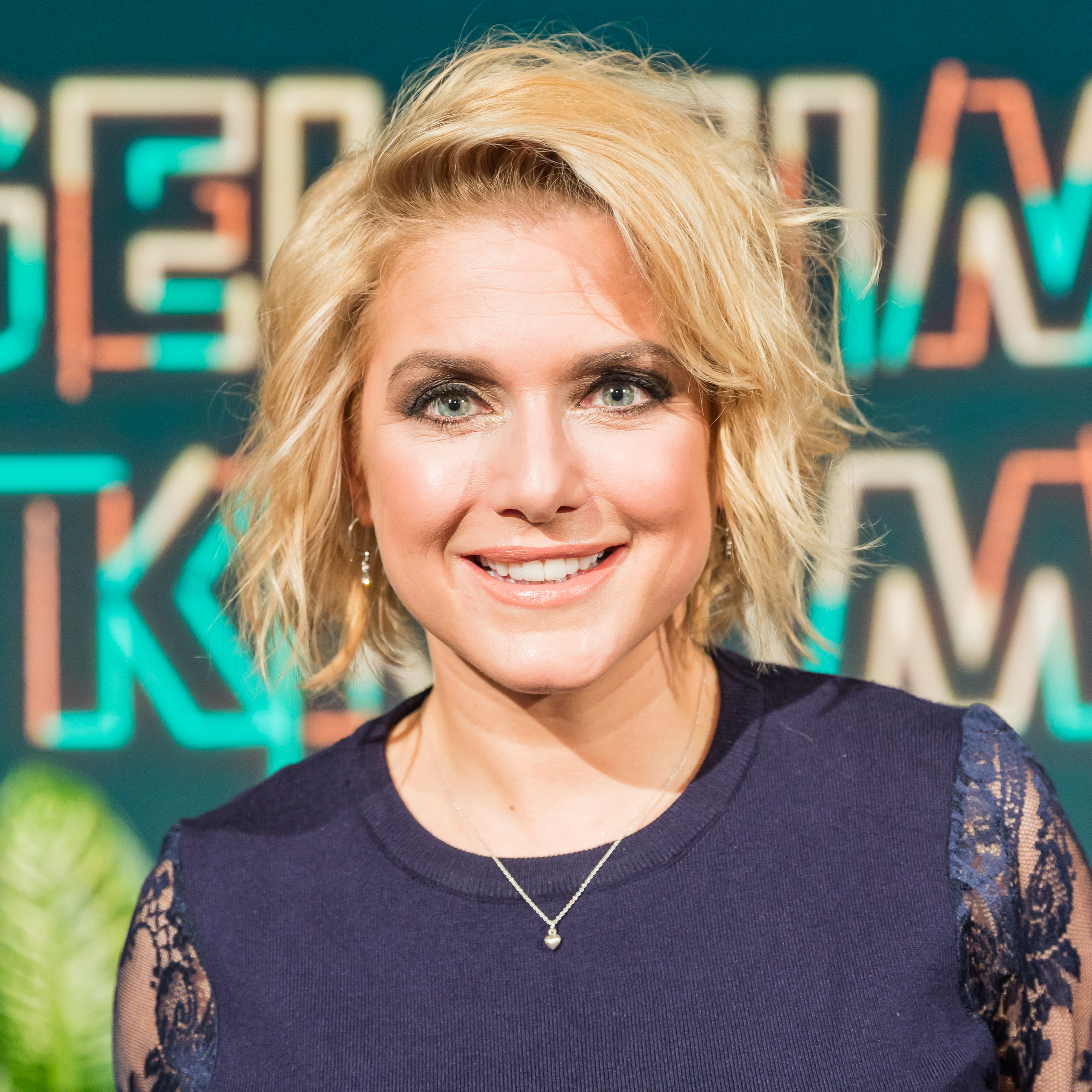
Jeanette Biedermann (2018)

Jeanette Biedermann (* 22. Februar 1980 als Jean Biedermann in Bernau bei Berlin) ist eine deutsche Popsängerin, Schauspielerin, Synchronsprecherin und Fernsehmoderatorin.

## Leben
Biedermann wurde 1980 in der DDR als Jean Biedermann geboren. Bereits mit sechs Jahren trat sie dort im Kinderzirkus Lilliput als Akrobatin auf. Im Herbst 1989 flüchteten ihre Eltern Marion und Bernd Biedermann († 2016) mit ihr über die Deutsche Botschaft in Prag in den Westen. Nach der Mittleren Reife begann sie eine Friseurlehre bei Udo Walz, die sie abbrach, nachdem sie bei einem Casting zur „Bild-Schlagerkönigin 1998“ gewählt worden war.
Im Juli 2012 heiratete Biedermann den Gitarristen Jörg Weißelberg, mit dem sie die Band Ewig gründete, in dessen Heimatstadt Löbau. Ende Januar 2025 wurde bekannt, dass sich das Paar nach 12 Jahren scheiden lässt.

## Karriere

### Musik

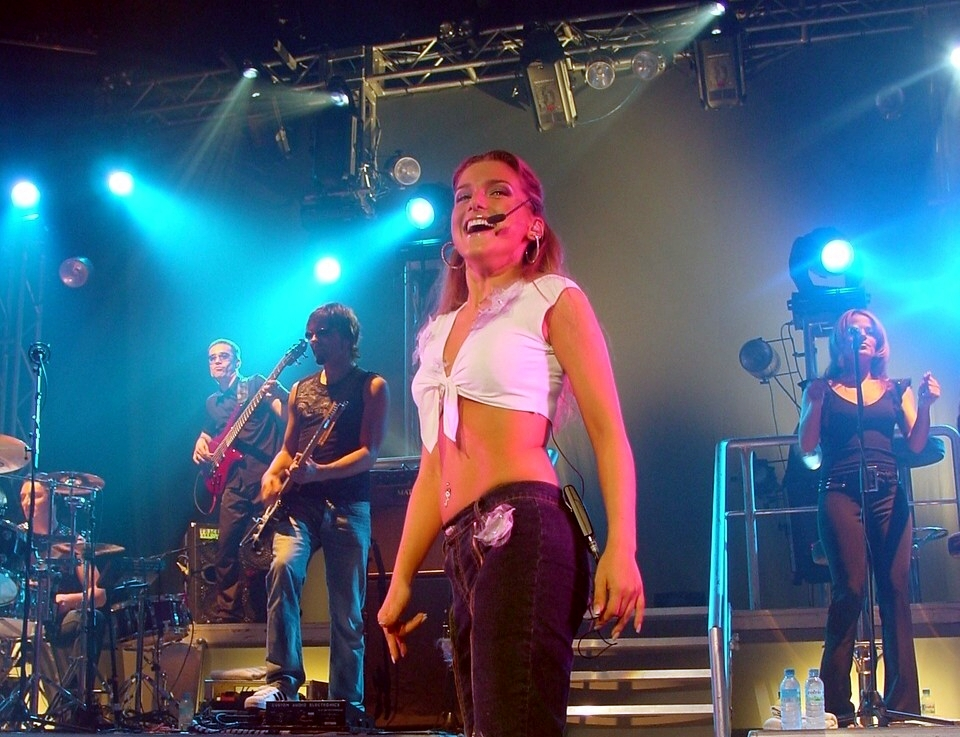
Jeanette Biedermann (2002)

Im Februar 1999 nahm Biedermann am deutschen Vorentscheid zum Eurovision Song Contest 1999 in Jerusalem teil und belegte mit dem Lied Das tut unheimlich weh Platz vier. Im November 2000 erschien ihr Debütalbum Enjoy! Es folgten die Alben Delicious (2001) und Rock My Life (2002). Auf dem letztgenannten erschien mit We’ve Got Tonight ein Duett mit Ronan Keating, das Platz 25 der deutschen Charts erreichte. Später folgten die Alben Break On Through (2003) sowie Merry Christmas (2004). Während die ersten beiden Alben eher dem Teen Pop zugeordnet werden können, enthalten die zwei nächsten rockigere Titel. 2005 erhielt Biedermann für Run with Me einen Echo in der Kategorie Bestes Video national. Im April 2006 erschien das Album Naked Truth, für das sie fast alle Stücke selbst geschrieben hat. Ihr gelang damit der Sprung auf Platz 14 der deutschen Charts, es konnte aber nicht an die Erfolge der Vorgängeralben anknüpfen. Im Sommer 2006 erschien die Single Heat of the Summer, die die Top-50 der Charts erreichte. Die DVD Naked Truth Live at Bad Girls Club konnte sich in den Hitlisten der Musik-DVDs auf Rang zwei positionieren. 2009 erschien das Album Undress to the Beat, das Platz 13 der deutschen Charts erreichte. Die erste gleichnamige Singleauskopplung wurde im Februar veröffentlicht, belegte in Deutschland Platz sechs und in Österreich Platz 20. In der Schweiz erreichte die Single die Top-50. Die zweite Auskopplung, Material Boy (Don’t Look Back), wurde als limitierte Single im Mai 2009 veröffentlicht. Sie konnte sich in Deutschland fünf Wochen in den Top-50 halten. Die letzte Single aus dem Album, Solitary Rose, schaffte es in Deutschland und in Österreich in die Top-15 und erreichte in der Schweiz die Top-50. Das Lied wurde von ihr im Rahmen der Fernsehserie Anna und die Liebe beworben.

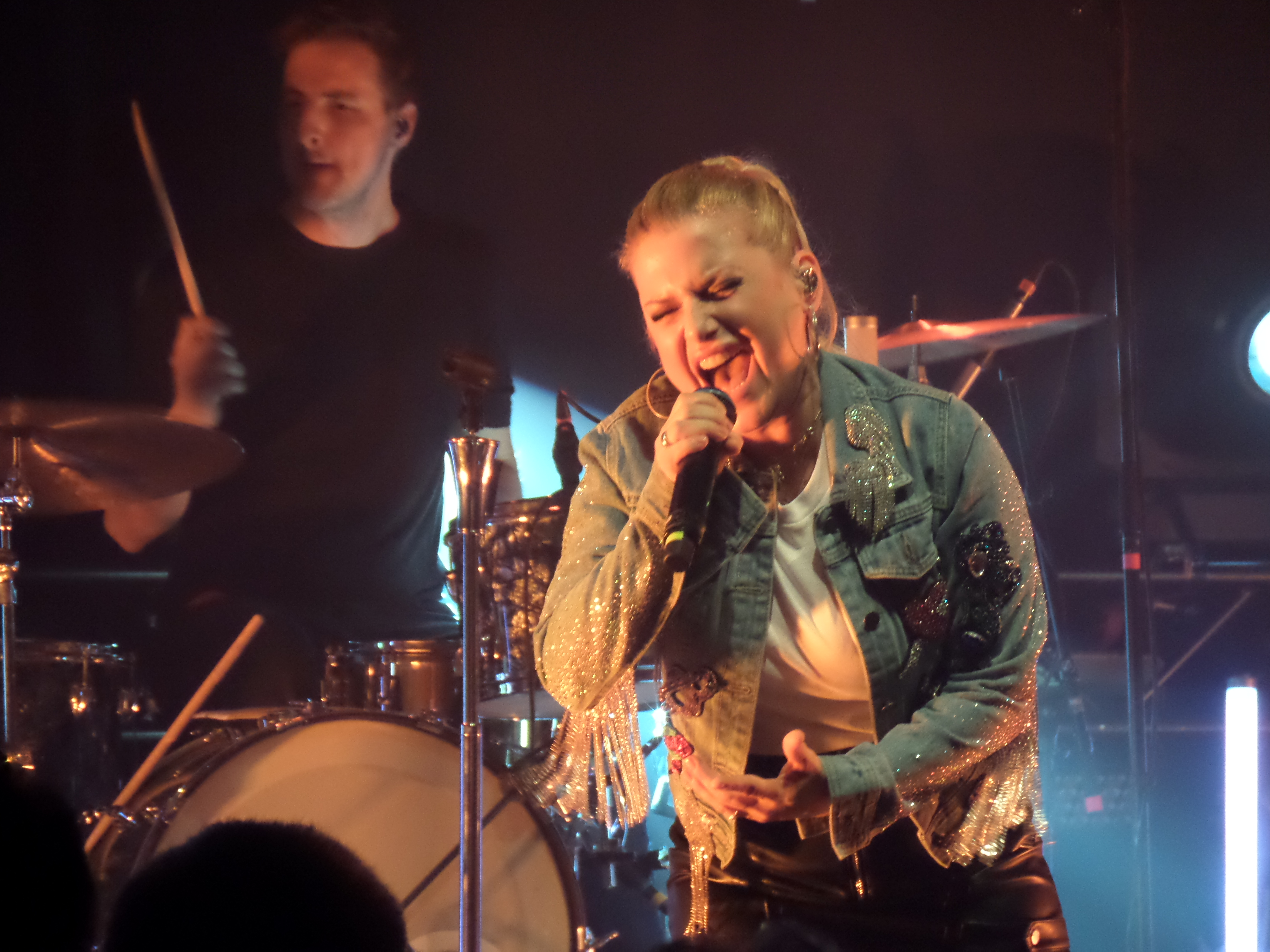
Jeanette Biedermann (2020)

Im Januar 2012 gründete sie mit dem Gitarristen und ihrem späteren Ehemann Jörg Weißelberg die Band Ewig, deren erste Single Ein Schritt weiter im August 2012 veröffentlicht wurde. Im September 2014 veröffentlichte sie im Duett mit Andreas Gabalier den AC/DC-Klassiker You Shook Me All Night Long für eine Sonderedition seines Albums Home Sweet Home.
2019 lösten Biedermann und ihr Mann die Band Ewig wieder auf, um sich erneut ihrer Solokarriere zuwenden zu können. Im April 2019 erschien die Single Wie ein offenes Buch. 2019 nahm sie an der sechsten Staffel der VOX-Musiksendung Sing meinen Song – Das Tauschkonzert teil und stellte dort ihre zweite Single Deine Geschichten vor. Mit dem Lied verarbeitete sie den Tod ihres Vaters zwei Jahre zuvor. Im Mai 2019 erschien das Album zur Show, auf dem sie mit sechs Songs vertreten ist. Das Album DNA erschien im September 2019 als CD inklusive Fanbuch mit Neuauflagen verschiedener englischsprachiger Songs. Im Frühjahr 2020 tourte sie damit durch Deutschland, Österreich und die Schweiz. 

### Schauspiel und Synchron

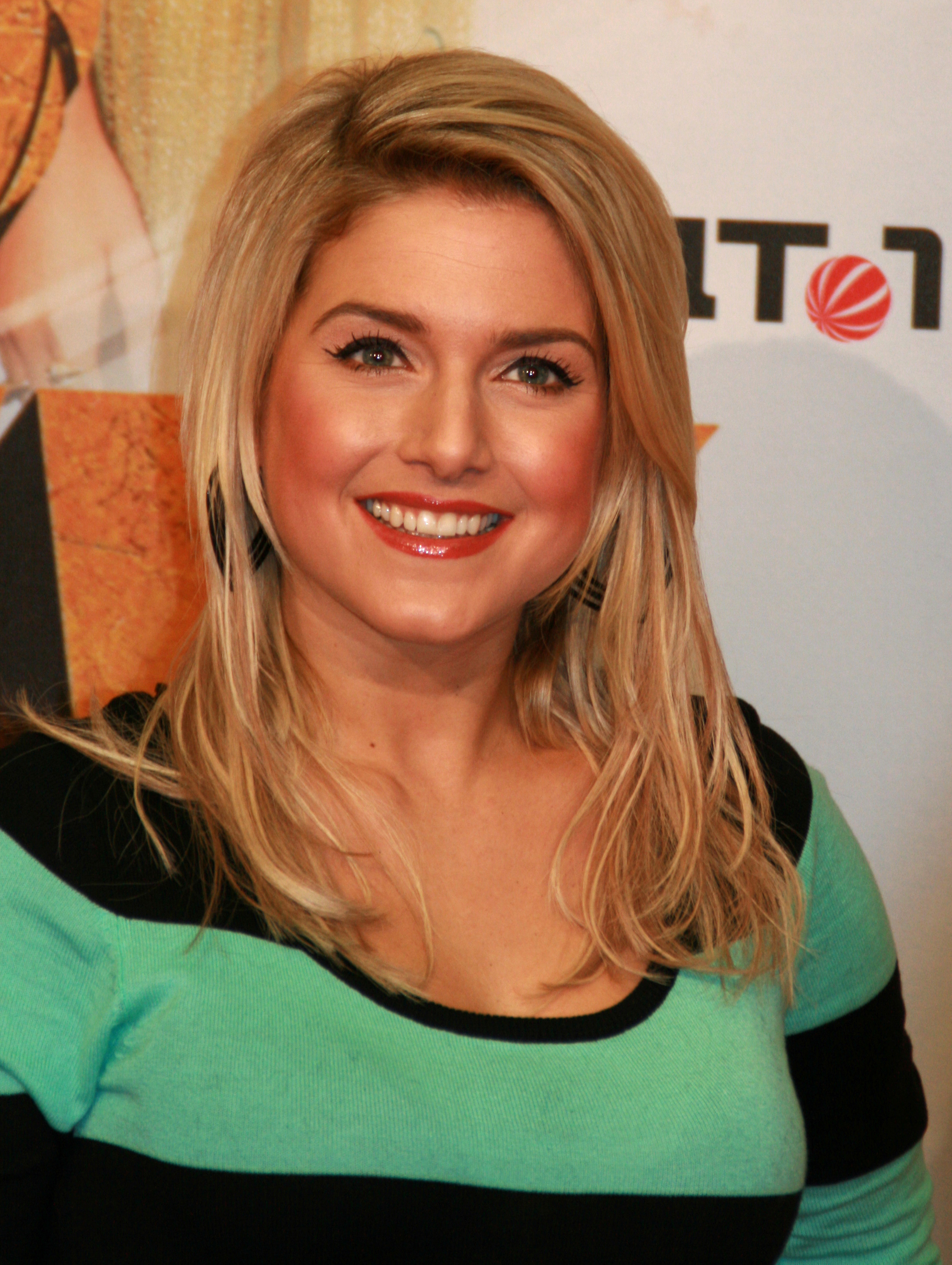
Jeanette Biedermann (2008)

Von Juni 1999 bis März 2004 spielte Biedermann die durchgehende Rolle der Marie Balzer in der RTL-Seifenoper Gute Zeiten, schlechte Zeiten mit. 2001 übernahm sie ihre erste Arbeit als Synchronsprecherin für Der kleine Eisbär, dem ersten großen Kinofilm über Lars den kleinen Eisbären nach den Büchern von Hans de Beer, der am 4. Oktober 2001 in Deutschland seine Premiere hatte. Sie sprach die Eisbärin Greta, die in der Fortsetzung von Céline Vogt synchronisiert wurde.
Im November 2004 spielte sie im Sat.1-Fernsehfilm Liebe ohne Rückfahrschein die Tanzlehrerin Julia Behrendt. Sie übernahm als Schauspielerin auch verschiedene Synchronrollen, unter anderem 2006 im Animationsfilm Ab durch die Hecke. Im Januar 2007 spielte sie in der Radio-Bremen-Tatort-Folge Schwelbrand eine Hauptrolle als Rocksängerin. Im September 2007 war sie an der Seite von Kai Lentrodt als hochmütige Prinzessin Zuzu in der ProSieben Märchenstunde zu sehen. Ab August 2008 war sie als Anna Polauke die Hauptdarstellerin der Sat.1-Telenovela Anna und die Liebe. Wegen der geplanten Solitary-Rose-Tour stieg sie dort im März 2010 aus. Von Herbst 2010 bis Januar 2012 war Biedermann erneut in Anna und die Liebe (dritte und vierte Staffel) zu sehen. Im Dezember 2012 sah man sie zudem in einer Doppelrolle in der ARD-Krimiserie Heiter bis tödlich: Hauptstadtrevier, in der sie sich selbst und ihre Doppelgängerin Cindy Behrmann spielte.
Seit 2013 ist Biedermann auch als Theaterschauspielerin aktiv, ihr Bühnendebüt als Buhlschaft in einer Inszenierung des Jedermann erntete gute Kritiken. Sie spielte ebenfalls in Aufguss von René Heinersdorff, zuerst am Düsseldorfer Theater an der Kö, dann am Kölner Theater am Dom. 2014 mimte sie in Tussipark in der Comödie Dresden die Braut Wanda. Im selben Jahr spielte sie die Rolle des Engels im Musical Vom Geist der Weihnacht. Im Mai und Juni 2015 verkörperte sie die Titelrolle in Rita will’s wissen an der Stuttgarter Komödie im Marquardt. 2018 hatte sie neben Sven Martinek, Jörg Weißelberg und Marcel Miska eine Hauptrolle in der Musikkomödie Das geheimnisvolle Album – Ein Rockmärchen. Im November 2023 war sie unter der Regie von Oliver Dommenget in der vierten Staffel der Justizfernsehserie Die Heiland – Wir sind Anwalt für die Folge Im Rampenlicht als Musical-Star Jenny Wehran an der Seite von André Hennicke zu sehen.

### Moderatorentätigkeit und Fernsehauftritte
2003 moderierte Biedermann die Sendung Pop 2003. Im Dezember 2004 war sie Gast in der von Kai Pflaume präsentierten Sat.1-Sendung Stars am Limit. Von 2003 bis 2004 war sie Jury-Mitglied in der Sat.1-Castingshow Star Search. Im Herbst 2006 nahm sie eine weitere Jurorenaufgabe in der ProSieben-Show Stars auf Eis an.
Seit 2022 moderierte Biedermann im Duo mit Gregor Meyle die MDR-Musiksendung Playlist of my Life, in der – zusammen mit musikalischen Gästen – die Beziehung zur Musik analysiert wurde, sowie die jährlich zum Jahresende ausgestrahlten ARD-Musikshow Your Songs. Im März 2022 nahm sie als Discokugel an der sechsten Staffel der ProSieben-Show The Masked Singer teil, wo sie den dritten Platz erreichte.
Im März 2023 trat sie in der ProSieben-Spielshow Schlag den Star gegen Janin Ullmann an und unterlag ihr. Im September 2024 war Biedermann in der Talkshow Amado, Belli, Biedermann als Moderatorin zusammen mit Marijke Amado und Aminata Belli in der ARD zu sehen. Nach drei von geplanten zehn Folgen wurde die Talkshow abgesetzt. 2025 war sie Teilnehmerin der 18. Staffel der RTL-Tanzshow Let’s Dance und erreichte den siebten Platz.

## Soziales Engagement
Seit dem Jahr 2000 ist Biedermann ehrenamtlich für das Deutsche Rote Kreuz tätig. Im Rahmen des Projektes „Las Luces“ in Peru engagiert sie sich für eine bessere Zukunft von Straßenkindern. Von 2000 bis 2003 war sie JRK-Botschafterin und ist seit 2003 DRK-Botschafterin. Im August 2011 erhielt sie für ihr Engagement die Verdienstmedaille des Verdienstordens der Bundesrepublik Deutschland.

## Diskografie
Studioalben

| Jahr | Titel Musiklabel                          | Höchstplatzierung, Gesamtwochen, AuszeichnungChartplatzierungen (Jahr, Titel, Musiklabel, Platzierungen, Wochen, Auszeichnungen, Anmerkungen) | Höchstplatzierung, Gesamtwochen, AuszeichnungChartplatzierungen (Jahr, Titel, Musiklabel, Platzierungen, Wochen, Auszeichnungen, Anmerkungen) | Höchstplatzierung, Gesamtwochen, AuszeichnungChartplatzierungen (Jahr, Titel, Musiklabel, Platzierungen, Wochen, Auszeichnungen, Anmerkungen) | Anmerkungen                                                 |
| Jahr | Titel Musiklabel                          | DE | AT | CH | Anmerkungen                                                 |
| ---- | ----------------------------------------- | --- | --- | --- | ----------------------------------------------------------- |
| 2000 | Enjoy! Polydor (UMG)                      | DE39 (16 Wo.)DE | — | CH67 (5 Wo.)CH | Erstveröffentlichung: 13. November 2000                     |
| 2001 | Delicious Polydor (UMG)                   | DE16 Gold · (23 Wo.)DE | AT70 (3 Wo.)AT | CH60 (3 Wo.)CH | Erstveröffentlichung: 12. November 2001 Verkäufe: + 150.000 |
| 2002 | Rock My Life Polydor (UMG)                | DE7 Platin · (41 Wo.)DE | AT28 (10 Wo.)AT | CH75 (6 Wo.)CH | Erstveröffentlichung: 25. November 2002 Verkäufe: + 300.000 |
| 2003 | Break On Through Universal Music (UMG)    | DE6 Platin · (38 Wo.)DE | AT7 Gold · (11 Wo.)AT | CH10 (11 Wo.)CH | Erstveröffentlichung: 3. November 2003 Verkäufe: + 215.000  |
| 2006 | Naked Truth Polydor (UMG)                 | DE14 (5 Wo.)DE | AT44 (2 Wo.)AT | CH55 (2 Wo.)CH | Erstveröffentlichung: 7. April 2006 Verkäufe: + 30.000      |
| 2009 | Undress to the Beat Universal Music (UMG) | DE13 (5 Wo.)DE | AT27 (4 Wo.)AT | CH41 (5 Wo.)CH | Erstveröffentlichung: 20. März 2009 Verkäufe: + 50.000      |
| 2019 | DNA Columbia Records (Sony)               | DE8 (5 Wo.)DE | AT30 (1 Wo.)AT | CH31 (1 Wo.)CH | Erstveröffentlichung: 20. September 2019 Verkäufe: + 25.000 |

## Filmografie
Filme
- 2003: Hai-Alarm auf Mallorca
- 2004: Liebe ohne Rückfahrschein
- 2006: Tatort: Schwelbrand
- 2008: Die Treue-Testerin – Spezialauftrag Liebe
- 2008: Dörte’s Dancing
- 2010: Mein Song für dich
- 2010: Callgirl Undercover
- 2011: Isenhart – Die Jagd nach dem Seelenfänger
- 2015: Rosamunde Pilcher – Ghostwriter
- 2018: Das geheimnisvolle Album – Ein Rockmärchen

Fernsehserien
- 1999–2004: Gute Zeiten, schlechte Zeiten (24 Folgen; Folgen 1744–2686, 2830–2931 und ein Special)
- 2004: Happy Friday
- 2006: Pastewka (Staffel 2, Folge 5: Der Werbetrailer – Teil 2)
- 2007: Die Märchenstunde – König Drosselbart
- 2007: Experiment Inkognito
- 2007: Der Comedy-Flüsterer (3 Folgen)
- 2008, 2009: Die Comedy-Falle (3 Folgen)
- 2008–2012: Anna und die Liebe (692 Folgen; Folgen 1–384, 564–870; Gastauftritte: Folge 387, 418 und 5 Specials)
- 2012: Heiter bis tödlich: Hauptstadtrevier (Staffel 1, Folge 5: Die Doppelgängerin)
- 2012: Ein Sofa in Berlin (Gastauftritt)
- 2021: SOKO Stuttgart (Staffel 12, Folge 14: Mein anderes Ich)[31]
- 2021: Notruf Hafenkante (Staffel 16, Folge 14: Crash)
- 2022: Die Comedy Märchenstunde (Staffel 2, Folge 1: Rotkäppchen & der grüne Wolf)
- 2023: Gefragt – Gejagt (Promi-Special)
- 2023: Die Heiland – Wir sind Anwalt (Fernsehserie, Folge Im Rampenlicht)

Synchronrollen
- 2001: Der kleine Eisbär
- 2002: South Park (3 Folgen)
- 2005: Im Rennstall ist das Zebra los (Racing Stripes)
- 2006: Ab durch die Hecke (Over the Hedge)
- 2008: Winx Club – Das Geheimnis des verlorenen Königreichs (als Bloom)

## Auszeichnungen
ECHO Pop
- 2001: für Beste Künstlerin National[32]
- 2005: für Video National (Run with Me)[33]

BRAVO Otto
- 2000: „Silber“ in der Kategorie Beste TV-Darstellerin
- 2001: „Silber“ in der Kategorie Beste TV-Darstellerin[34]
- 2002: „Gold“ in der Kategorie Beste Sängerin[35]
- 2002: „Silber“ in der Kategorie Beste TV-Darstellerin[35]
- 2003: „Gold“ in der Kategorie Beste Sängerin[36]
- 2003: „Gold“ in der Kategorie Beste TV-Darstellerin[36]
- 2004: „Silber“ in der Kategorie Beste Sängerin[37]
- 2005: „Bronze“ in der Kategorie Beste Sängerin
- 2009: „Silber“ in der Kategorie Sängerin
- 2010: „Bronze“ in der Kategorie TV-Star (Weiblich)

1LIVE Krone
- 2002: für Beste Künstlerin
- 2003: für Beste Künstlerin

Goldene Kamera
- 2004: für Pop National

European Top of the Pops Award
- 2002: für Best German Act

Radio Regenbogen Award
- 2005: für Rock National

Maxim
- 2003: Maxim – Woman of the Year 2003
- 2005: Maxim – Woman of the Year 2005

German Soap Award
- 2011: Beste Darstellerin Telenovela (Anna und die Liebe)

Sonstige
- 1998: Siegerin des Bild-Schlagerwettbewerbes
- 1999: Die goldene 1 Hitparade (Er gehört zu mir)
- 2002: Goldene Europa
- 2002: Sonderpreis der SR1-Europawelle
- 2002: Goldener Fritz für Beliebtester Kinderstar
- 2003: Mc Mega Music Award für Künstlerin des Jahres
- 2004: BUNTE – Glamourfrau 2003
- 2005: TOGGO Award in der Kategorie Beliebteste Sängerin
- 2005: Intercoiffeur Award
- 2006: FHM – Sexiest Woman in the World 2006
- 2010: Kid’s Choice Award Schweiz in der Kategorie Beliebtester TV-Star
- 2010: CMA Wild and Young Award (TV-Film des Jahres Callgirl Undercover)
- 2011: Verdienstmedaille des Verdienstordens der Bundesrepublik Deutschland[27][28]
- 2012: A1 P.R.I.M.A. Award
- 2013: Wider die Gewalt Award (für soziales Engagement im peruanischen Lima)
- 2019: Personality Award von Healthy Living Awards (für herausstellende Leistung/Musik)[38]